# Lysimachia christinae
Lysimachia christinae är en viveväxtart. Lysimachia christinae ingår i släktet lysingar, och familjen viveväxter.

## Underarter
Arten delas in i följande underarter:
- L. c. christinae
- L. c. tanakae